# Посёлок Кирпичного Завода (Ершичский район)
Посёлок Кирпичного Завода — посёлок в Ершичском районе Смоленской области России. Входит в состав Поселковского сельского поселения. Население — 17 жителей (2007 год). 
Расположена в южной части области в 7 км к северо-западу от Ершичей, в 17 км южнее автодороги А101 Москва — Варшава («Старая Польская» или «Варшавка»), на берегу реки Ипуть. В 13 км северо-западнее посёлка расположена железнодорожная станция Криволес на линии Рославль — Кричев. 

## История
В годы Великой Отечественной войны посёлок был оккупирован гитлеровскими войсками в августе 1941 года, освобождён в сентябре 1943 года.